# 前川涼子
前川涼子（日语：／ Maekawa Ryōko，8月6日—），日本女性配音員。出身於神奈川縣。B型血。

## 經歷
相模女子大學出身。就讀的科系是人類社會學部社會管理學科。並在在學期間進入Human Holdings進修。
2014年起為Atomic Monkey所屬，於2025年7月31日離開。同年8月1日，加入至ASLEBEN。

## 人物
父親是曾經參加特攝影集《魔法戰隊魔法連者》、動畫《FRESH光之美少女！》等作品的編劇前川淳。
興趣、特長：競技歌牌、偶像藝人鑑賞、打排球。

## 演出
粗體字表示主要角色。

### 電視動畫
2011年
- FAIRY TAIL（小孩、乘員）

2014年
- 四月是你的謊言（壘球社員 等）
- 精靈使的劍舞（席爾菲德的騎士 等）

2015年
- 金田一少年之事件簿R（護士）
- GON -小恐龍阿貢- (第2期)（ 等）
- 電波教師（學生A）
- 惡魔高校D×D（ポーン）
- Hello!! 黃金拼圖（放送廣播）
- 御神樂學園組曲（親友 、客人）

2016年
- 在下坂本，有何貴幹？（女童）
- 斯黛拉的魔法（布田裕美音[5]）
- 遊☆戲☆王ARC-V（笹山沙也加）
- 名偵探柯南（殭屍女）

2017年
- 3月的獅子（學生）
- 月色真美（水野彩音）
- 雛子的筆記（女性客人）
- Just Because!（廣播社社長）
- 奇諾之旅 -the Beautiful World- the Animated Series（黑子B、母親）
- 泥鯨之子們在沙地上歌唱（芙拉諾、女）
- 偶像大師SideM（女子）

2018年
- 酒鬼妹子（客人B）
- 漫畫女孩（女子）
- 輕觸小發明 OIKACHN-KIT（日语：ポチっと発明 ピカちんキット）（女孩偶像）
- 和風喫茶鹿楓堂（客人）
- 女神異聞錄5 the Animation（新聞主播）
- 多田君不戀愛（活動工作人員）
- 遊戲3人娘（樋口老師[6]、將棋社社長）
- 雷頓神秘偵探社 ～卡特莉的解謎事件簿～（蘿絲·阿爾賓[7]）
- 關於我轉生變成史萊姆這檔事（長耳族B）
- 錢進球場（小雪的朋友）
- 隔壁的吸血鬼美眉（女孩子B）

2019年
- RobiHachi（俱樂部孃）
- 魔法水果籃（表姊）
- 丸少爺（冷淡小姐的同級生）
- 一個人的OO小日子（多田久渡良夢）
- COP CRAFT（愛米·弗里、市警本部·無線、夫人、記者）
- Z/X Code reunion（笹峰由岐）
- 高分少女II（使用人B）
- BEASTARS（女學生）
- 募戀英雄 PIECE OF TRUTH（男孩子）
- 廚病激發BOY（客人）

2020年
- pet（日语：ペット (漫画)）（健治的女友）
- 請在伸展台上微笑（保育園老師、工作人員B）
- 異種族風俗娘評鑑指南（春藤、骨美）
- 昨日之歌（寬祐[8]）
- 噴嚏大魔王2020（健太）
- 夢夢貓（女子1、1年級女子2、直美）
- A3！ SEASON SPRING & SUMMER（行人）
- 闇影詩章（幼年的路希犽）

2021年
- 弱角友崎同學（夏林花火[9]）
- 裏世界遠足（咖啡店店員）
- 關於我轉生變成史萊姆這檔事 第2期（長耳族B）
- Dr.STONE 新石紀 第2期（勸誘的年輕人）
- 夢夢貓 Mix！（直美）
- 如果這叫愛情感覺會很噁心（齋藤）
- 卡片戰鬥!! 先導者 overDress（車站員）
- 無職轉生～到了異世界就拿出真本事～（維拉）
- 陰陽眼見子（高橋）

2022年
- 處刑少女的生存之道（女店員）
- 女性向遊戲世界對路人角色很不友好（女子）
- Healer Girl 歌癒少女（孩子們、學生們）
- 書蟲公主（アニー）
- 戀愛Flops（女學生）
- 我想成為影之強者！（女學生、奧米伽）
- 機動戰士GUNDAM 水星的魔女（伊蕾莎·普萊諾）

2023年
- 關於我在無意間被隔壁的天使變成廢柴這件事（女學生）
- 獻祭公主與獸王（馬族B）
- Dr.STONE 新石紀 NEW WORLD（女性）
- 【我推的孩子】（女高中生）
- 我想成為影之強者！ 2nd season（奧米伽[10]）

2024年
- 弱角友崎同學 2nd STAGE（夏林花火[11]）
- 偶像大師 閃耀色彩（大崎甜花[12]）
- 我要【招架】一切～反誤解的世界最強想成為冒險家～（リーン[13]）
- 偶像大師 閃耀色彩 2nd season（大崎甜花[14]）

2025年
- mono女孩（女子C）

### 電影動畫
- 銀魂劇場版 完結篇 永遠的萬事屋（2013年）
- 好想大聲說出心底的話。（2015年，栃倉千穗）
- 遊☆戲☆王：次元的黑暗面（2016年）

### OVA
- 來玩遊戲吧 OVA2（2018年，樋口老師）
- 噬血狂襲III（2019年，看護人員）

### 網路動畫
2019年
- 拳願阿修羅（吉澤心美[15]）

2024年
- 範馬刃牙 VS 拳願阿修羅（吉澤心美[16]）

### 遊戲
2017年
- 崩壞3rd（溫蒂）
- （蘿塔）
- 閃耀幻想曲（布田裕美音[17]）

2018年
- 言靈戰士（可倫）
- 偶像大師 閃耀色彩（大崎甜花[18]）
- 三極正義 （页面存档备份，存于）（鈴木流星）
- 祈禱之天秤（[19]）

2019年
- 初音島4（美鳩未羽[20]）
- 超次元大海戰（敦克爾克）
- Memories of Link（艾莉卡[21]）

2020年
- 重裝戰姬（日语：ファイナルギア -重装戦姫-）（PN26伊莉希斯）

2021年
- 偶像大師 POPLINKS（日语：アイドルマスター ポップリンクス）（大崎甜花[22]）
- 初音島4 Fortunate Departures（美鳩未羽[23]）
- 偶像大師 星耀季節（大崎甜花[24]）
- 悠久之樹（希露緹婭）

2022年
- HEAVEN BURNS RED（和泉由希）
- 悠久之樹（千景）
- 原神（柯萊）
- 碧藍航線（博爾扎諾）

### 廣播劇CD
2016年
- （航平母）

2017年
- -幸福論-（航平母）

2020年
- 弱角友崎同學（夏林花火）[注 1][25]

### 外語配音
- 奔奔小飛車（日语：エッグカー）（艾利的王子、小蜘蛛）

### 廣播節目
※記號表示說明網路廣播。
- 諏訪道彥的Suwa電台（2015年，節目助理，超！A&G+）[3]
- 電視動畫「斯特拉的魔法」SNS部的進展如何?（2016年－2017年，音泉）※[26]
- 偶像大師 閃耀色彩 振翅電台（主持人〈每週輪班〉，2018年－播出中，Asobi Store （页面存档备份，存于））※
- THE IDOLM@STER MUSIC ON THE RADIO（日语：THE IDOLM@STER MUSIC ON THE RADIO）（2020年，助理主持人，niconico直播）※
- 前川涼子 全4回（2020年3月30日－4月20日，AuDee）※[27]
- A&G商店 Presents 田口尚平（日语：田口尚平）與前川涼子的超級電台購物（2020年－播出中，超！A&G+）※[28]

### 電視節目
※記號表示說明網路電視。
- 黑木穗乃香與前川涼子的從現在開始還有更多！（2019年－播出中，niconico直播）※[29]
- 前川涼子、藍原琴美的「酒美味夜」（2020年8月22日，niconico直播）※）[30]

### PV
- （旁白）

### 舞台
2012年
- （早紀[1]）

2013年
- （莉佳[1]）

2015年
- {{lang|ja|集団NOPLAN第三回しれっと帰ってきました公演

### 其它活動
- 電台廣告 （朋友[1]）
- BIOHAZARD UMBRELLA CORPS GIRLS （页面存档备份，存于）
- （旁白）
- LINE貼圖『偶像大師 閃耀色彩』（2019年－2020年，大崎甜花）2作品

## 音樂作品

### 角色歌曲
| 發行日期 | 標題                                                                           | 名義                                                                       | 曲名                                              | 備註                                       |
| 2015年   | 2015年                                                                         | 2015年                                                                     | 2015年                                            | 2015年                                     |
| -------- | ------------------------------------------------------------------------------ | -------------------------------------------------------------------------- | ------------------------------------------------- | ------------------------------------------ |
| 9月16日  | 好想大聲說出心底的話。Original Soundtrack                                      | 少女［仁藤菜月（雨宮天）］、街上人群                                       | 「word word word」                                | 電影動畫《好想大聲說出心底的話。》劇中歌曲 |
| 9月16日  | 好想大聲說出心底的話。Original Soundtrack                                      | 少女（心之聲）［成瀨順（水瀨祈）］、玉子［田崎大樹（細谷佳正）］、世界的人 | 「」                                              | 電影動畫《好想大聲說出心底的話。》劇中歌曲 |
| 2016年   |                                                                                |                                                                            |                                                   |                                            |
| 12月21日 | 斯特拉的魔法 Original Soundtrack                                               | 珠輝（長繩麻理亞）&裕美音（前川涼子）                                      | 「」                                              | 電視動畫《斯特拉的魔法》片尾主題曲         |
| 12月21日 | 斯特拉的魔法 BD&DVD第1卷特典CD                                                 | 珠輝（長繩麻理亞）&裕美音（前川涼子）                                      | 「YOKUBARI WARS!!」                               | 電視動畫《斯特拉的魔法》相關歌曲           |
| 2018年   |                                                                                |                                                                            |                                                   |                                            |
| 6月6日   | THE IDOLM@STER SHINY COLORS BRILLI@NT WING 01 Spread the Wings!!               | 閃耀色彩                                                                   | 「Spread the Wings!!」                            | 遊戲《偶像大師 閃耀色彩》主題歌曲          |
| 10月3日  | THE IDOLM@STER SHINY COLORS BRILLI@NT WING 05 ALSTEROEMERIA                    | 百合水仙                                                                   | 「」                                              | 遊戲《偶像大師 閃耀色彩》相關歌曲          |
| 12月19日 | THE IDOLM@STER SHINY COLORS SE@SONAL WINTER                                    | 閃耀色彩                                                                   | 「SNOW FLAKES MEMORIES」 「Let's get a chance」   | 遊戲《偶像大師 閃耀色彩》相關歌曲          |
| 2019年   |                                                                                |                                                                            |                                                   |                                            |
| 3月9日   | THE IDOLM@STER SHINY COLORS SOLO COLLECTION -1stLIVE FLY TO THE SHINY SKY-     | 大崎甜花（前川涼子）                                                       | 「」                                              | 遊戲《偶像大師 閃耀色彩》相關歌曲          |
| 4月10日  | THE IDOLM@STER SHINY COLORS FR@GMENT WING 01                                   | 閃耀色彩                                                                   | 「Ambitious Eve」 「 Shiny Days」                 | 遊戲《偶像大師 閃耀色彩》相關歌曲          |
| 8月18日  | THE IDOLM@STER SHINY COLORS SOLO COLLECTION -SUMMER PARTY 2019-                | 大崎甜花（前川涼子）                                                       | 「」                                              | 遊戲《偶像大師 閃耀色彩》相關歌曲          |
| 8月21日  | THE IDOLM@STER SHINY COLORS FR@GMENT WING 05                                   | 百合水仙                                                                   | 「Bloomy！」 「Love Addiction」 「Ambitious Eve」 | 遊戲《偶像大師 閃耀色彩》相關歌曲          |
| 12月18日 | THE IDOLM@STER SHINY COLORS FUTURITY SMILE                                     | 閃耀色彩                                                                   | 「FUTURITY SMILE」 「Spread the Wings!!」         | 遊戲《偶像大師 閃耀色彩》相關歌曲          |
| 2020年   |                                                                                |                                                                            |                                                   |                                            |
| 2月12日  | THE IDOLM@STER SHINY COLORS SWEET♡STEP                                         | 閃耀色彩                                                                   | 「SWEET♡STEP」 「Multicolored Sky」               | 遊戲《偶像大師 閃耀色彩》相關歌曲          |
| 3月21日  | THE IDOLM@STER SHINY COLORS SOLO COLLECTION -SPRING PARTY 2020-                | 幽谷霧子（結名美月）                                                       | 「NEO THEORY FANTASY」                            | 遊戲《偶像大師 閃耀色彩》相關歌曲          |
| 4月8日   | THE IDOLM@STER SHINY COLORS GR@DATE WING 01                                    | 閃耀色彩                                                                   | 「」 「Dye the sky.」                             | 遊戲《偶像大師 閃耀色彩》相關歌曲          |
| 7月29日  | THE IDOLM@STER SHINY COLORS SOLO COLLECTION -2ndLIVE STEP INTO THE SUNSET SKY- | 大崎甜花（前川涼子）                                                       | 「Love Addiction」                                | 遊戲《偶像大師 閃耀色彩》相關歌曲          |
| 7月29日  | THE IDOLM@STER SHINY COLORS 太郎 VS V                                          | 大崎甜花（前川涼子）                                                       | 「太郎」                                          | 遊戲《偶像大師 閃耀色彩》相關歌曲          |
| 10月31日 | THE IDOLM@STER SHINY COLORS SOLO COLLECTION -MUSIC DAWN-                       | 大崎甜花（前川涼子）                                                       | 「SNOW FLAKES MEMORIES」                          | 遊戲《偶像大師 閃耀色彩》相關歌曲          |
| 12月9日  | THE IDOLM@STER SHINY COLORS GR@DATE WING 05                                    | 百合水仙                                                                   | 「」 「Anniversary」 「」                         | 遊戲《偶像大師 閃耀色彩》相關歌曲          |
| 2021年   |                                                                                |                                                                            |                                                   |                                            |
| 2月17日  | THE IDOLM@STER SHINY COLORS COLORFUL FE@THERS -Luna-                           | Team.Luna                                                                  | 「」                                              | 遊戲《偶像大師 閃耀色彩》相關歌曲          |
| 2月17日  | THE IDOLM@STER SHINY COLORS COLORFUL FE@THERS -Luna-                           | 大崎甜花（前川涼子）                                                       | 「明日」                                          | 遊戲《偶像大師 閃耀色彩》相關歌曲          |

## 腳註

## 外部連結
- 前川涼子｜Atomic Monkey （页面存档备份，存于） （日語）
- 前川涼子的X（前Twitter） （日語）
- （日語）－前川涼子的官方個人部落格。